# Effet nocebo
Ne doit pas être confondu avec Effet placebo.
L'effet nocebo ou effet nocébo (du latin : « je nuirai ») est un terme introduit en 1961 par Walter Kennedy. L'effet psychologique ou physiologique lié à la prise d'une substance inerte n'est pas toujours bénéfique, sous la forme d'un effet placebo, il peut aussi être dommageable pour l'individu, et on parle alors d'effet nocebo.

## Description
Cet effet nocebo peut prendre la forme d'effets indésirables. Le patient, croyant qu'il prend un médicament, est susceptible de recréer, par suggestion, les effets indésirables dont il a pu entendre parler auprès de ses amis ou dans les médias, ou qu'il a simplement lus sur la notice. Ces effets, distincts des effets secondaires réels d'un médicament, sont de nature psychologique, même si la distinction entre les deux n'est pas toujours aisée, car il peut aussi exister un effet nocebo lors de la prise d'un vrai médicament entraînant des effets secondaires n'étant pas la résultante de son action pharmacologique. 20 à 30 % des sujets en parfaite santé observeraient des effets secondaires tels que maux de tête, somnolence et nausées lors de la prise d'un placebo.
Le fait d'anticiper une douleur lors d'une procédure médicale est susceptible d’entraîner un effet nocebo. Des recherches suggèrent que la cholécystokinine est un médiateur de l'hyperalgésie nocebo. D'autres études montrent l'implication du système dopaminergique du cerveau, comme pour l'effet placebo.
Les inquiétudes collectives sur des sujets de santé publique peuvent avoir un effet nocebo, à l'instar des effets des rayonnements électromagnétiques sur la santé.

## Exemples
- Ont été observés des troubles apparus chez certains riverains d'une antenne-relais de téléphonie mobile alors même que l'installation n'avait pas encore été mise en service[7].
- Lors d'une étude sur l'influence de la prière sur la guérison d'un malade, certains d'entre eux présentaient plus de risque de complications médicales s'ils étaient informés que des prières étaient dites en leur faveur[8]. Une hypothèse est que le stress supplémentaire induirait un effet nocebo ou serait source de risques accrus de complications[8].
- Selon un article de Courrier international, les femmes se croyant sujettes au risque d'arrêt cardiaque présenteraient quatre fois plus de risques de mourir de maladie cardiovasculaire que celles ayant les mêmes facteurs de risque[9].
- Selon un article du Monde Diplomatique, le British Stomach Cancer Group a observé en 1983 sur une cohorte de 411 patients, 30 % de sujets perdant leurs cheveux, et 56 % rapportant des vomissements pour un nouveau traitement de chimiothérapie qui avait été substitué temporairement par un placébo[10].

## Études
En février 2011, le Science Translational Medicine (en) publie une étude réalisée sur 22 volontaires ayant reçu une injection de rémifentanil et appelés à se prononcer sur une sensation de douleur dans une jambe ; cette étude démontre, notamment, l'influence de l'effet nocebo,.
Des anesthésistes ont comparé la sensation de douleur ressentie lors de l'injection d'un anesthésiant chez des femmes enceintes. Le groupe nocebo était préparé à la piqûre par un avertissement couramment donné par les anesthésistes : « Vous allez ressentir comme une intense piqûre d'abeille. C'est la partie la plus désagréable de l'opération. » Le groupe placebo était informé de ce qui allait se passer en ces termes : « Nous allons vous donner un anesthésique local qui vous engourdira, pour que vous vous sentiez bien pendant l'opération. » L'étude a montré que l'usage de mots plus apaisants avait un impact sur la sensation de douleur et le degré d'inconfort lors des interventions chirurgicales invasives.
La réputation ou le prix d'un produit peuvent aussi renforcer l'effet nocebo : une expérience récente a consisté à faire essayer à des sujets une fausse crème de soin dermatologique, présentée comme efficace, mais pouvant avoir comme effet secondaire d'exacerber la douleur. Un premier groupe a essayé une crème apparemment très coûteuse présentée dans un emballage de luxe. L'autre a reçu la même crème mais dans un emballage simple, évoquant un médicament générique. Tous les sujets ont ensuite évalué une brève douleur procurée par un dispositif posé sur leur peau. La douleur a été ressentie (en moyenne) comme deux fois plus intense par le premier groupe, et lors de l'essai, le groupe « crème coûteuse » a signalé une douleur s'exacerbant (de plus en plus intense) quand les membres de l'autre groupe (crème bon marché) ressentaient une légère diminution de la douleur. Des électroencéphalogrammes ont montré une activité du cortex préfrontal plus intense dans le premier groupe (d'autres études ont montré la même activité quand les gens éprouvaient l'effet placebo, ayant par exemple l'impression que le vin est bien meilleur si on leur avait dit qu'il était coûteux).
Ces travaux ont apporté une information nouvelle : testant aussi la réaction des zones de la moelle épinière impliquées dans la réponse à la douleur, les chercheurs ont découvert que cette partie du système nerveux répondait plus vivement à la douleur chez les membres du premier groupe, comme si elle était bien réelle (cette douleur n'était donc pas « imaginaire »). Ceci confirme les études montrant que nos attentes influencent beaucoup la perception des effets secondaires annoncés d'un médicament. Per Aslaksen (psychologue norvégien de l'université de Tromsø) commente l'étude en suggérant aux médecins de mieux tenir compte des effets placebo et nocebo quand ils décrivent les médicaments aux patients. Ils ont souvent le choix entre plusieurs médicaments qui, en réalité, ne diffèrent que par le prix et la marque. Si le malade redoute les effets secondaires négatifs d'un médicament, lui prescrire l'option la moins coûteuse pourrait améliorer son expérience.
Différents effets secondaires liés à la prise d'un placebo ont été mis en évidence : somnolence, 24,7 % ; fatigue, 17,2 % ; troubles gastriques et intestinaux, 16 % ; difficultés de concentration, 13,2 % ; céphalées, 11,6 % ; bouffées de chaleur, 11,4 % ; tremblements, 11 %. S'agissant d’un tableau général, il est probable que les effets dépendent du type de placebo administré, de la personnalité du patient et des symptômes cibles. Dans une étude de la méphénésine prescrite contre placebo chez des anxieux, 10 à 20 % des sujets ont été aggravés, qu’ils aient reçu la méphénésine ou le placebo. Trois sujets sous placebo ont subi un effet indésirable grave : érythème maculo-papuleux diffus qui a disparu à l’arrêt du traitement, intolérance vagale (nausée, hypotension, sueurs), œdème angio-neurotique.
Des cas encore plus sérieux d’effets indésirables ont été signalés : pertes de connaissance, nausées, dermatose, urticaire, perte auditive ou visuelle, diarrhée, vomissements, hallucinations, crampes, etc.[réf. souhaitée]

## Banques de données
- Ressource relative à la santé :   - Medical Subject Headings
- Notice dans un dictionnaire ou une encyclopédie généraliste :   - Store norske leksikon
- Notices d'autorité :   - GND